# HD11529
HD11529 — хімічно пекулярна зоря спектрального класу B8, що має видиму зоряну величину в смузі V приблизно  5,0.
Вона знаходиться у сузір'ї Кассіопеї й розташована на відстані близько 701,4 світлових років від Сонця.

## Фізичні характеристики
Зоря HD11529 обертається порівняно повільно навколо своєї осі. Проєкція її екваторіальної швидкості на промінь зору становить Vsin(i)= 36км/сек.

## Пекулярний хімічний вміст
HD11529 належить до Хімічно пекулярних зір з пониженим вмістом гелію й в її зоряній атмосфері спостерігається нестача He у порівнянні з його вмістом в атмосфері Сонця.